# Paul de Baenst
 (septembre 2016).
Paul de Baenst était un magistrat et diplomate flamand né en 1442 à Bruges et mort en juillet 1497 à Gand.

## Biographie
Paul est le fils de Lodewijk I de Baenst (nl). Il entre en 1477 au Grand conseil de Marie de Bourgogne.
Nommé ambassadeur par la duchesse de Bourgogne, il fit partie de la délégation chargée de négocier la restitution d'une partie des villes que le roi Louis XI de France venait de conquérir. Le traité d'Arras, signé le 23 décembre 1482, conclut les négociations.
Il est nommé président du conseil de Flandre en remplacement de Thomas de Plaines en 1482.
Conseiller de Maximilien, il est chargé le 12 décembre 1483 de rédiger les instructions des ambassadeurs à envoyer en France.
Il fut ensuite envoyé en mission à Bruges par les états pour arrêter les conditions de la paix conclue au Princenhof le 23 juin 1485.
Il est le principal conseiller du roi des Romains lors de son emprisonnement à Bruges en décembre 1487, et négocia en sa faveur avec les magistrats de la ville. Partisan du prince, il est arrêté le 9 février 1488.
Il fut envoyé comme négociateur, par le prince Maximilien, au traité de paix conclu entre la Flandre et le roi des Romains, à Montils-lès-Tours, en octobre 1489.
Il fut ensuite envoyé à Londres pour prendre part au traité d’alliance commerciale conclu le 24 février 1495.
Il avait également été commissaire ordinaire au renouvellement du magistrat de la ville et du Franc de Bruges.